# Tounj

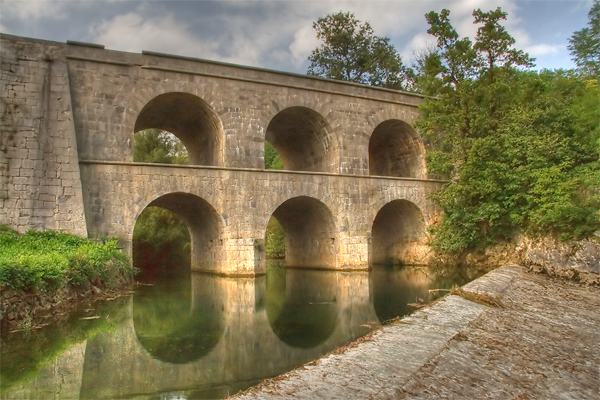
Die Brücke von Tounj

Tounj [touɲ] ist eine Gemeinde in Zentralkroatien zwischen Ogulin und Generalski Stol in der Gespanschaft Karlovac, die im Osten an das Gebiet des Korduns grenzt und sich auf der historisch bedeutenden Josephinischen Straße (Josephina, Jozefina) befindet – einer ehemaligen Salzstraße, die von Karlovac bis Senj verläuft und Zentralkroatien mit der Küste verbindet.
Die Gemeinde ist eine für dieses Gebiet typische Streusiedlung, die aus Tounj selbst sowie folgenden Weilern besteht: Linije, Zdenac, Petrova Draga, Gerovo Tounjsko, Bistrac, Potok Tounjski, Stanišići, Tržić Tounjski, Ključ, Rebrovići, Ćeti, Meašići, Filipovići, Rebrovići, Orljak, Borovci, Capani, Brletići, Kamenica Skradnička, Kamenica, Kukača, Košare und Matešići.
Wichtigste Sehenswürdigkeit ist die zweistöckige Steinbrücke über den Fluss Tounjčica, welcher im Ort entspringt. Die größte erforschte Höhle Kroatiens befindet sich u. a. ebenfalls innerhalb der Gemeinde, ist jedoch bislang nicht touristisch erschlossen. Die bedeutendste kulinarische Spezialität ist der Tounjer Käse (kroat. Tounjski sir), ein geräucherter Kuhrohmilchkäse, zu dessen Ehren alljährlich im Oktober das Fest „Tag des Tounjer Käses“ stattfindet.